# Violetta (opera)
Violetta è un'opera in quattro atti di Saverio Mercadante, su libretto di Marco D'Arienzo. La prima rappresentazione ebbe luogo al Teatro Nuovo di Napoli il 10 gennaio 1853.
Gli interpreti della prima rappresentazione furono:
| Personaggio  | Interprete           |
| ------------ | -------------------- |
| Violetta     | Gianfredi            |
| Rosalba      | Cherubini            |
| Giacomo      | Casaccia             |
| Odino        | Bianchi              |
| Berardo      | Cammarano            |
| Il landamano | Grandillo            |
| Fiorina      | Eboli                |
| Un caporale  | Valentino Fioravanti |
| Un villano   | Imbimbo              |

## Trama
L'azione è in un villaggio del Cantone di Ginevra.

## Struttura musicale
- Sinfonia

### Atto I
- N. 1 - Introduzione, Cavatina di Rosalba, Coro e Cavatina di Giacomo È l'alba - Ah! perché il sonno placido - Sia della gara la vincitrice - La corona fresca e bella (Coro, Rosalba, Odino, Violetta, Fiorina, Giacomo)
- N. 2 - Finale I Oh me lieta!... sì bella fortuna (Violetta, Odino, Giacomo, Rosalba, Fiorina, Landamano, Coro)

### Atto II
- N. 3 - Cavatina di Violetta Deh vieni, tu puoi rendere
- N. 4 - Terzetto fra Violetta, Odino e Giacomo Forse te mai può pungere
- N. 5 - Coro e Cavatina di Bernardo Odi quel sono lontano lontano - Costante ed immutabile (Coro, Fiorina, Bernardo)
- N. 6 - Duetto fra Violetta e Bernardo Ah! d'amore il caro aspetto (Violetta, Bernardo, Caporale)

### Atto III
- N. 7 - Coro e Sestetto O donzella, che più bella - Lascia venir la sera (Coro, Fiorina, Giacomo, Violetta, Odino, Bernardo, Landamano, Rosalba, Caporale)

### Atto IV
- N. 8 - Aria di Odino Parmi veder l'immagine (Odino, Violetta, Coro)
- N. 9 - Terzetto fra Giacomo, Bernardo e Rosalba Serbo una creatura
- N. 10 - Finale Ultimo A che della giustizia (Landamano, Rosalba, Giacomo, Berardo, Odino, Fiorina, Violetta, Caporale, Coro)